# Alexandru de Württemberg (1804-1881)

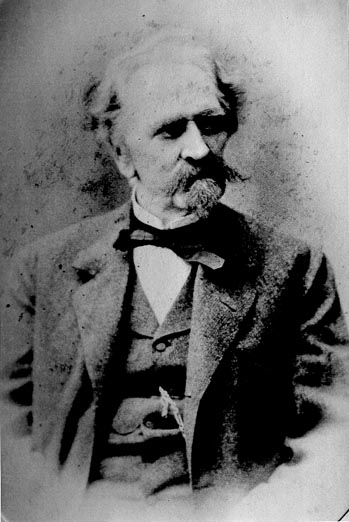
Ducele Alexandru de Württemberg (1804–1881).

Alexandru de Württemberg (20 decembrie 1804, Riga – 28 octombrie 1881, Bayreuth) a fost Duce de Württemberg.
A fost fiul lui Alexandru de Württemberg și Antoinette de Saxa-Coburg-Saalfeld.
La 17 octombrie 1837 s-a căsătorit cu Marie d'Orléans, fiica regelui Ludovic-Filip al Franței. Au avut un singur copil, Filip.